# 1897
1897. је била проста година.

## Догађаји

### Јануар
- Критски устанак су подигли становници грчког острва Крит против власти Османског царства.
- Грчко-турски рат 1897, познат и као Тридесетодневни рат или Црна '97 је вођен између Краљевине Грчке и Османског царства. Повод је било питање статуса османске провинције Крит, где је грчка већина већ дуго тражила уједињење са Грчком и подигла Критски устанак.

### Март
- 4. март — Вилијам Макинли је инаугурисан за 25. председника САД.

### Април
- 30. април — Џ. Џ. Томсон је обзнанио своје откриће електрона на предавању на Краљевској институцији у Лондону.

### Септембар
- 23. септембар — Основано Српско привредно друштво Привредник у Загребу.

## Рођења

### Јануар
- 2. јануар — Љубинка Бобић, српска глумица. († 1978)

### Март
- 17. март — Милан Ајваз, српски глумац .(† 1980)

### Мај
- 27. мај — Џон Кокрофт, енглески физичар. († 1967).

### Јун
- 12. јун — Ентони Идн, британски политичар
- 13. јун — Паво Нурми, фински атлетичар
- 22. јун — Норберт Елијас, немачки социолог

### Август
- 2. август — Макс Вебер, швајцарски политичар. († 1974)
- 18. август — Мило Милуновић, српски сликар. († 1967)

### Септембар
- 12. септембар — Ирена Кири, француска хемичарка, добитница Нобелове награде († 1956)

### Октобар
- 29. октобар — Јозеф Гебелс, немачки нацистички политичар. († 1945)

### Децембар
- 14. децембар — Курт фон Шушниг, аустријски политичар. († 1977)

## Смрти

### Мај
- 30. мај — Илија Округић Сремац, католички свештеник